# Galaktit
Galaktit oder auch Galaktitol (weitere Synonyme Dulcit, Dulcitol) ist – als Zuckeralkohol der Galaktose – ein schädliches Abbauprodukt, welches bei der angeborenen Galaktosämie, einer Galaktose-Abbaustörung, durch Reduktion der Aldehydgruppe durch die Aldosereduktase vermehrt gebildet wird. Es kommt auch in manchen Pflanzen vor. Galaktit bzw. Galaktitol kann im Harn nachgewiesen werden, ein Test, der zur Diagnose und Verlaufskontrolle der Galaktosämie eingesetzt wird.